# Jadu
Jadu (em árabe: جادو), também conhecida como Giado ou Gado, é uma cidade do distrito de Jabal Algarbi, na Líbia. No censo de 2012, havia 5 582 residentes. Entre 1983 e 1987, foi capital do efêmero distrito de Jadu.
Jadu foi sítio de um campo de concentração italiano durante a Segunda Guerra Mundial. Em 1942, ca. 2 000 judeus e outras pessoas tidas como indesejadas foram capturadas por toda Líbia e enviados ao campo de Jadu. 564 pessoas morreram de tifo e outras privações.